# Piana Rotaliana
La Piana Rotaliana, Pianura Rotaliana o Campo Rotaliano è una pianura del Trentino.

## Geografia

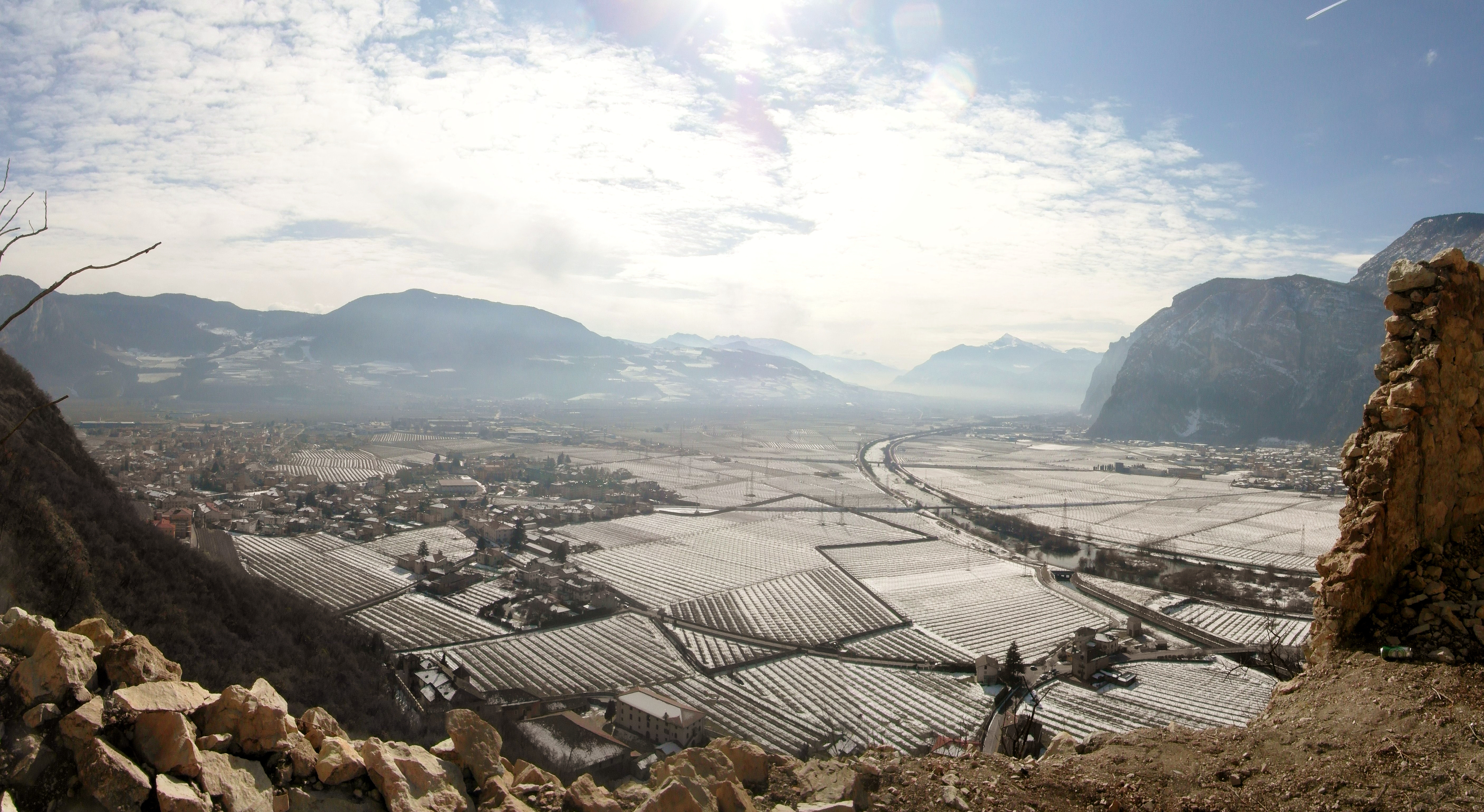
La Piana Rotaliana vista dal Castel San Gottardo

È una pianura alluvionale tra il fiume Adige ed il torrente Noce, situata nella zona nord del Trentino al confine con l'Alto Adige. Ha la forma di un vasto triangolo racchiuso fra le sponde dei due fiumi e con al vertice la "gola della Rocchetta" che dà inizio alla Val di Non, ed è circondata su tre lati da un alto baluardo di pareti rocciose che la proteggono dai venti freddi e a nord/est dalla Chiusa di Salorno, provincia di Bolzano.
Notevole la presenza di antri e grotte. La più profonda è di oltre 2.000 metri delle oltre quaranta che percorrono la Paganella, mentre non è da confondere col latte di montagna, il "latte di monte" dovuto ai filoni di calcite delle grotte un tempo usate per la cura delle malattie della pelle.

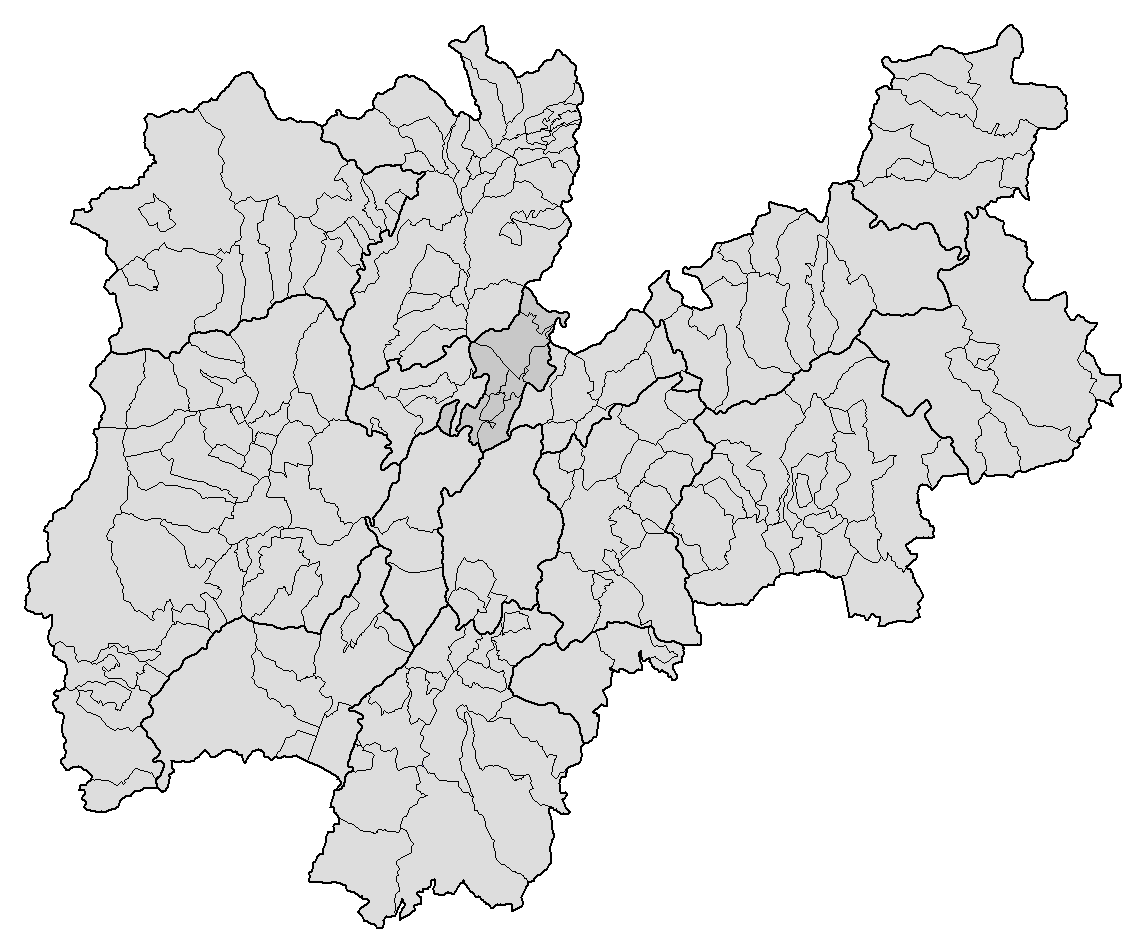
Posizione della Comunità Rotaliana-Königsberg nella provincia di Trento.

Confina a est con la collina vitivinicola di Faedo, con la famosa Strada del Vino, tramite la quale è possibile raggiungere la vicina Val di Cembra.
Vi si trovano i comuni di Mezzolombardo, Mezzocorona e la frazione Grumo del comune di San Michele all'Adige. 

## Vie di comunicazione
Dista 15 chilometri da Trento, raggiungibile sia tramite la SS12 o l'autostrada del Brennero (uscita S.Michele-Mezzocorona), sia tramite le linee ferroviarie Trento-Malé-Mezzana e RFI. Costituisce il nodo centrale per raggiungere sia la Val di Non, sia l'altopiano della Paganella (Andalo, Molveno e Fai).

## Economia locale
Nella piana si produce il vino Teroldego Rotaliano il cui nome deriva probabilmente dalla parola Tiroler Gold oppure "Oro del Tirolo"'. Procedendo da San Michele all'Adige sia in direzione nord verso Bolzano che a sud verso Ala si ripercorre la celebre "strada del vino", itinerario della gastronomia trentina.

## Attrazioni turistiche

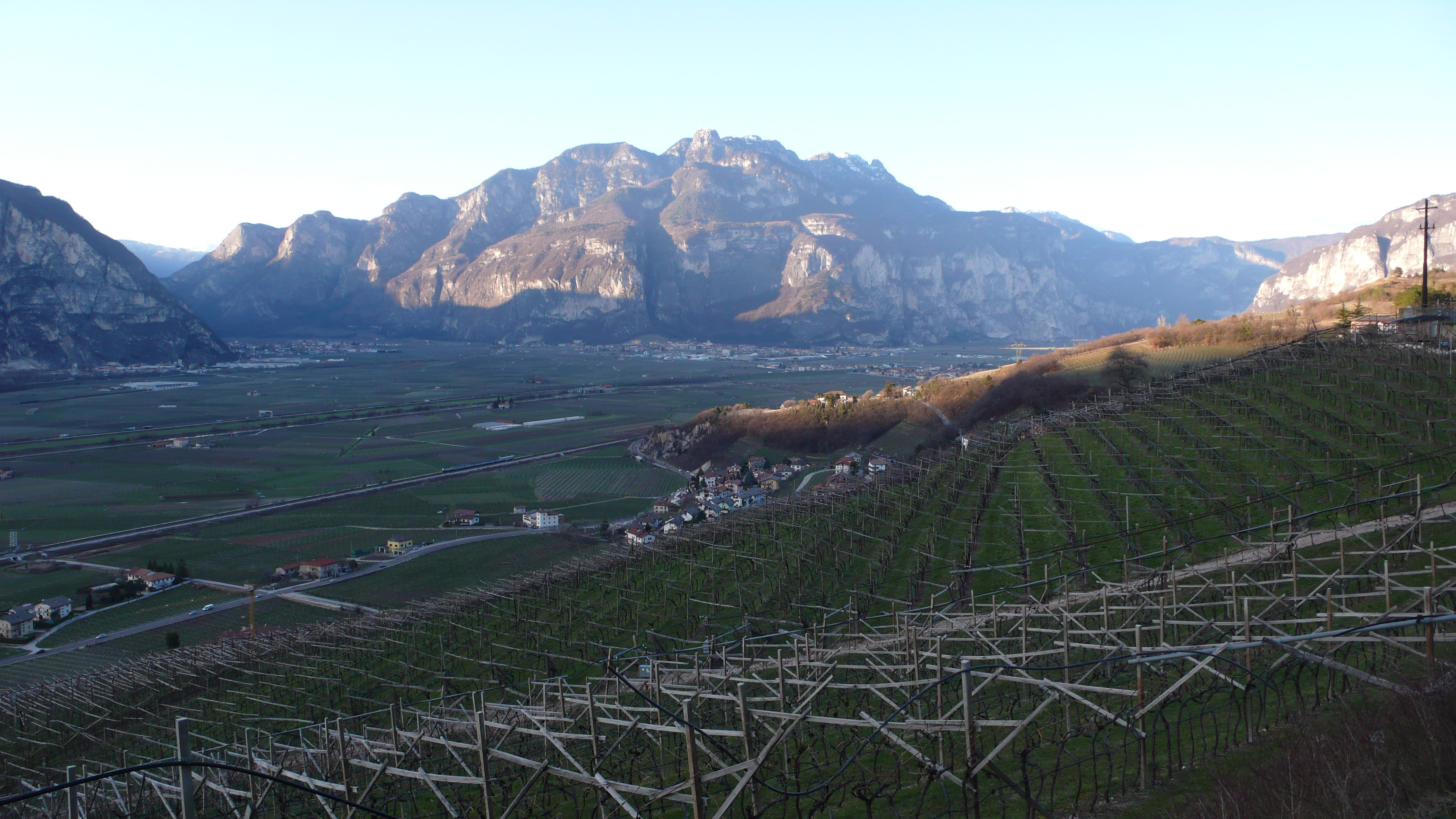
La Piana Rotaliana dal comune di Giovo

- Giardini di Ciuciòi - Lavis
- Museo degli Usi e Costumi della Gente Trentina - San Michele all'Adige
- Funivia Monte di Mezzocorona
- Castel San Gottardo - Mezzocorona
- Castel Firmian - Mezzocorona
- Chiesa Pievana di Santa Maria Assunta - Mezzocorona
- Chiesa di Santa Maria Immacolata - Grumo
- Palazzo della Vicinia - Mezzocorona
- Affreschi di Paul Troger - Mezzocorona
- Palazzo Martini - Mezzocorona
- Chiesa di San Michele Arcangelo - San Michele all'Adige
- Chiesa di San Giovanni - Mezzolombardo
- Castel della Torre - Mezzolombardo
- Roccolo del Sauch, manufatto artificiale di alberi e gabbie per la caccia di volatili che si incontra costeggiando la collina di Pressano.